# Vinterdepression
Vinterdepression er en sæsonbestemt lidelse, der som navnet antyder, primært viser sig i vintermånederne, 
hvor mængden af lys og varme er på sit laveste. Lidelsen giver sig udslag i, at den ramte føler sig energiløs og 
trist.
Lys spiller en vigtig rolle for reguleringen af humør hos mennesker. Manglen på lys kan derfor give sig udslag i
en variation af depression, som man kalder vinterdepression. I Danmark menes omkring 5% at lide af vinterdepression
med en klar overvægt af kvinder under 45 år (75%).
Hyppigheden af lidelsen afhænger af, hvor langt mod nord man befinder sig. Omkring middelhavet kendes lidelsen ikke,
mens op imod 10% af befolkningen i Alaska lider af den. Imidlertid menes der også at være genetiske årsager til lidelsen, idet man har konstateret, at kun omkring 1% af den islandske befolkning lider af den.

## Symptomer
Symptomerne for vinterdepression starter typisk omkring november måned, når dagene begynder at blive mærkbart kortere.
De typiske symptomer er:
- Nedtrykthed
- Træthed
- Mindre energi end i sommermånederne
- Øget appetit med en stærk trang til at spise mange kulhydrater (brød, pasta, ris, frugt o.lign.) – og især søde sager
- Manglende interesse for arbejde og sociale aktiviteter

## Behandling
Vinterdepression behandles normalt med lysterapi, hvor man sidder foran en lampe, der udsender et stærkt lys, omkring 
10.000 lux, i en halv time over en periode på 2 uger.
Derudover kan man behandle vinterdepression med antideprepressiv medicin i form af SSRI præparater.
Ubehandlet vil symptomerne forsvinde af sig selv i foråret, når den naturlige lysmængde stiger.